# Conotyla blakei
Conotyla blakei är en mångfotingart som först beskrevs av Karl Wilhelm Verhoeff 1932.  Conotyla blakei ingår i släktet Conotyla och familjen Conotylidae. Inga underarter finns listade i Catalogue of Life.